# Dubrava Pušćanska
Dubrava Pušćanska is een plaats in de gemeente Pušća in de Kroatische provincie Zagreb. De plaats telt 167 inwoners (2001).